# Craven Arms
Craven Arms este un oraș în comitatul Shropshire, regiunea West Midlands, Anglia. Orașul se află în districtul South Shropshire.